# Ustawa Hepburna
Ustawa Hepburna (ang. Hepburn Act) – amerykańska ustawa z 1906 roku. Na jej mocy wszystkie sprawy dotyczące taryf przewozowych zostały oddane w ręce Międzystanowej Komisji ds. Handlu. Pociągnęło to za sobą spadek wartości akcji spółek kolejowych. Pomiędzy wrześniem 1906 r. a marcem 1907 r. rynek akcji stracił na wartości 7,7%. Pomiędzy 9 i 26 marca akcje spadły o kolejne 9,8% (marcowe spadki są czasem określane mianem „paniki bogacza”). Ustawa ta wpłynęła na panikę bankową z 1907 roku.